# Theodor von Stockert

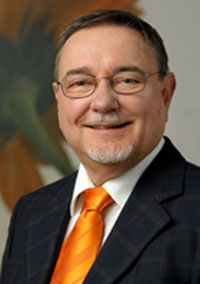
Theodor von Stockert (2012)

Theodor Ritter von Stockert (* 29. Dezember 1938 in Frankfurt am Main) ist ein deutscher Neurologe mit Schwerpunkt Aphasietherapie.

## Leben
Theodor von Stockert ist das dritte von vier Kindern des Psychiaters Franz Günther von Stockert (1899–1967) und seiner Gattin Liesette (1907–1977), Tochter des Psychiaters Gabriel Anton (1858–1933). Sein Urgroßvater mütterlicherseits war der Psychiater und Neuroanatom Theodor Meynert (1833–1892). Von Stockert besuchte Grundschule und das Freiherr-vom-Stein-Gymnasium in Frankfurt. Anschließend studierte er Medizin in Frankfurt am Main und Wien. Am Max-Planck-Institut für Hirnforschung schrieb er seine Dissertation „Elektronenmikroskopische Studien zu Waller’schen Degeneration“ und promovierte damit 1968 an der Universität Frankfurt am Main mit „magna cum laude“. 
Nach Tätigkeiten als Medizinalassistent in München und anderen Orten Süddeutschlands ging von Stockert 1968 nach Bonn an die Rheinische Landesklinik für Sprachgestörte. Hier arbeitete er mit Patienten, die nach Schlaganfällen an Sprachstörungen bzw. Aphasien litten. Danach ging er 1971 für ein Jahr nach Boston an das dortige Aphasiezentrum unter Norman Geschwind. Nach seiner Rückkehr nach Deutschland schloss von Stockert seine neurologische Facharztausbildung an der Universität Ulm ab, ging dann an die Schmieder-Rehakliniken am Bodensee und von dort 1980 an das Psychiatrische Bezirkskrankenhaus in Erlangen. Er schrieb 1984 ein Buch über Aphasietherapie und entwickelte 1985 das Erlanger Programm zur Aphasietherapie. 
Ab 1989 baute er an den Bezirkskliniken in Erlangen die Abteilung für klinische Neuropsychologie auf, die sich im Lauf der folgenden Jahre zu einer eigenen Klinik für neurologische Rehabilitation entwickelte. Seine damals neuartige Idee, die Rehabilitation aus den ländlichen Regionen in ein Ballungszentrum zu bringen, ermöglichte es, die Angehörigen besser einzubeziehen und anzuleiten, den Patienten frühzeitig in seine häusliche Umgebung zu entlassen und in einer eigens hierfür geschaffenen Tagesklinik weiter zu behandeln.
Seit seiner Pensionierung Ende 2003 ist von Stockert am Lingva Eterna Institut für bewusste Sprache in Erlangen als Senior Partner aktiv. Er ist aktives Mitglied im Pegnesischen Blumenorden, der ältesten Gesellschaft für Sprache und Dichtung in Deutschland, und Mitglied der historischen Gesellschaft Museum.
Von Stockert heiratete 1972 seine Frau Maren, geb. Dresler. Mit ihr hat er zwei Töchter.

## Veröffentlichungen (Auswahl)
- In der Sprache liegt die Kraft. Sich selbst und andere führen. Lingva Eterna Verlag
- Meine Sprache und ich. Mit Sprachstruktur Persönlichkeit entwickeln. Lingva Eterna Verlag, 2012
- Erlanger Programm zur Aphasietherapie Eigenverlag, 1985
- Theorie und Praxis der Aphasietherapie. Fink Verlag, 1984
- Dissoziation der Wirkung von kontraläsionalem Handeinsatz bei visuellem Neglect im nahen und fernen Raum, erschienen in der Zeitschrift für Neuropsychologie (2003), 14, S. 23–31. Verlag Hans Huber, 2003
- A Prospective Community-Based Study of Stroke in Germany—The Erlangen Stroke Project (ESPro): Incidence and Case Fatality at 1, 3, and 12 Months. In: Stroke. Journal of the American Heart Association